# Tony Awards 2023
Die Verleihung der 76. Tony Awards 2023 (englisch 76th Annual Tony Awards) fand am 11. Juni 2023 im United Palace in New York City statt. Moderatorin der Veranstaltung war das zweite Jahr in Folge Ariana DeBose. Skylar Astin und Julianne Hough moderierten – vor der Hauptübertragung auf CBS und dem Live-Streaming auf Paramount+ – gemeinsam eine Pre-Show auf Pluto TV. Ausgezeichnet wurden Theaterstücke und Musicals der Theatersaison 2022/23, die am Broadway ihre Erstaufführung hatten.
Die am häufigsten ausgezeichnete Produktion dieser Saison war das Musical Kimberly Akimbo, das fünf Preise gewann, darunter die Auszeichnung Bestes Musical. Leopoldstadt war das am häufigsten ausgezeichnete Theaterstück und gewann vier Preise, darunter die Auszeichnung Bestes Theaterstück. Das Musical Some Like It Hot erhielt die meisten Nominierungen in der Kategorie Musical. A Doll’s House, Ain’t No Mo’  und Leopoldstadt erhielten die meisten Nominierungen in der Kategorie Theaterstück. Harrison Ghee und Alex Newell gewannen Preise für ihre Auftritte in Like It Hot bzw. Shucked und waren damit die ersten offen nichtbinären Darsteller, die einen Tony gewannen.
Die Zeremonie fand inmitten des Streiks der Writers Guild of America statt. Die Writers Guild verweigerte den Organisatoren der Tony Awards eine Ausnahmegenehmigung, erklärte sich aber bereit, vor dem Veranstaltungsort nicht zu demonstrieren.

## Hintergrund
Die Antoinette Perry Awards for Excellence in Theatre, oder besser bekannt als Tony Awards, werden seit 1947 jährlich in zahlreichen Kategorien für herausragende Leistungen bei Broadway-Produktionen und -Aufführungen der letzten Theatersaison vergeben. Zusätzlich werden verschiedene Sonderpreise, z. B. der Regional Theatre Tony Award, verliehen. Benannt ist die Auszeichnung nach Antoinette Perry. Sie war 1940 Mitbegründerin des wiederbelebten und überarbeiteten American Theatre Wing (ATW). Die Preise wurden nach ihrem Tod im Jahr 1946 vom ATW zu ihrem Gedenken gestiftet und werden bei einer jährlichen Zeremonie in New York City überreicht.

## Teilnahmeberechtigung
Teilnahmeberechtigt waren folgende Broadway-Produktionen der Saison 2022/23:
- Erstaufgeführte Theaterstücke: Ain’t No Mo’, Between Riverside and Crazy, A Christmas Carol, The Collaboration, Cost of Living, Fat Ham, Good Night, Oscar, The Kite Runner, Leopoldstadt, Life of Pi, Mike Birbiglia: The Old Man and the Pool, Peter Pan Goes Wrong, Pictures from Home, Prima Facie, Summer, 1976, The Thanksgiving Play und Walking with Ghosts
- Erstaufgeführte Musicals: & Juliet, Almost Famous, Bad Cinderella, A Beautiful Noise, Kimberly Akimbo, KPOP, New York, New York, Shucked und Some Like It Hot
- Wiederaufgenommene Theaterstücke: A Doll’s House, Death of a Salesman, Ohio State Murders, The Piano Lesson, The Sign in Sidney Brustein’s Window und Topdog/Underdog
- Wiederaufgenommene Musicals: 1776, Camelot, Dancin’, Into the Woods, Parade und Sweeney Todd: The Demon Barber of Fleet Street

## Gewinner und Nominierte
Die Gewinner jeder Auszeichnung werden zuerst aufgeführt und sind durch Fettdruck hervorgehoben.
| Bestes Theaterstück ‡ | Bestes Musical ‡ |
| --- | --- |
| - Leopoldstadt - Ain’t No Mo’ - Between Riverside and Crazy - Cost of Living - Fat Ham | - Kimberly Akimbo - &amp; Juliet - New York, New York - Shucked - Some Like It Hot |
| Beste Wiederaufnahme Theaterstück ‡ | Beste Wiederaufnahme Musical ‡ |
| - Topdog/Underdog - A Doll’s House - The Piano Lesson - The Sign in Sidney Brustein’s Window | - Parade - Camelot - Into the Woods - Sweeney Todd: The Demon Barber of Fleet Street |
| Bester Hauptdarsteller Theaterstück | Beste Hauptdarstellerin Theaterstück |
| - Sean Hayes – Good Night, Oscar als Oscar Levant - Yahya Abdul-Mateen II – Topdog/Underdog als Booth - Corey Hawkins – Topdog/Underdog als Lincoln - Stephen McKinley Henderson – Between Riverside and Crazy als Pops - Wendell Pierce – Death of a Salesman als Willy Loman                                                          | - Jodie Comer – Prima Facie als Tessa Ensler - Jessica Chastain – A Doll’s House als Nora Helmer - Jessica Hecht – Summer, 1976 als Alice - Audra McDonald – Ohio State Murders als Suzanne Alexander |
| Bester Hauptdarsteller Musical | Beste Hauptdarstellerin Musical |
| - J. Harrison Ghee – Some Like It Hot als Jerry/Daphne - Christian Borle – Some Like It Hot als Joe/Josephine - Josh Groban – Sweeney Todd: The Demon Barber of Fleet Street als Sweeney Todd - Brian d’Arcy James – Into the Woods als The Baker - Ben Platt – Parade als Leo Frank - Colton Ryan – New York, New York als Jimmy Doyle | - Victoria Clark – Kimberly Akimbo als Kimberly Levaco - Annaleigh Ashford – Sweeney Todd: The Demon Barber of Fleet Street als Mrs. Nellie Lovett - Sara Bareilles – Into the Woods als The Baker’s Wife - Lorna Courtney – & Juliet als Juliet Capulet - Micaela Diamond – Parade als Lucille Frank                                                                           |
| Bester Nebendarsteller Theaterstück | Beste Nebendarstellerin Theaterstück |
| - Brandon Uranowitz – Leopoldstadt als Ludwig Jakobovicz/Nathan Fischbein - Jordan E. Cooper – Ain’t No Mo’ als Peaches - Samuel L. Jackson – The Piano Lesson als Doaker Charles - Arian Moayed – A Doll’s House als Torvald Helmer - David Zayas – Cost of Living als Eddie                                                           | - Miriam Silverman – The Sign in Sidney Brustein’s Window als Mavis Parodus Bryson - Nikki Crawford – Fat Ham als Tedra - Crystal Lucas-Perry – Ain’t No Mo’ als Passenger #5 - Katy Sullivan – Cost of Living als Ani - Kara Young – Cost of Living als Jess |
| Bester Nebendarsteller Musical | Beste Nebendarstellerin Musical |
| - Alex Newell – Shucked als Lulu - Kevin Cahoon – Shucked als Peanut - Justin Cooley – Kimberly Akimbo als Seth Weetis - Kevin Del Aguila – Some Like It Hot als Osgood Fielding III - Jordan Donica – Camelot als Sir Lancelot du Lac                                                                                                  | - Bonnie Milligan – Kimberly Akimbo als Aunt Debra - Julia Lester – Into the Woods als Little Red Riding Hood - Ruthie Ann Miles – Sweeney Todd: The Demon Barber of Fleet Street als The Beggar Woman - NaTasha Yvette Williams – Some Like It Hot als Sweet Sue - Betsy Wolfe – & Juliet als Anne Hathaway/April                                                              |
| Beste Theaterregie | Beste Musicalregie |
| - Patrick Marber – Leopoldstadt - Saheem Ali – Fat Ham - Jo Bonney – Cost of Living - Jamie Lloyd – A Doll’s House - Stevie Walker-Webb – Ain’t No Mo’ - Max Webster – Life of Pi | - Michael Arden – Parade - Lear deBessonet – Into the Woods - Casey Nicholaw – Some Like it Hot - Jack O’Brien – Shucked - Jessica Stone – Kimberly Akimbo |
| Bestes Musicallibretto | Beste Originalmusik |
| - Kimberly Akimbo – David Lindsay-Abaire - & Juliet – David West Read - New York, New York – David Thompson und Sharon Washington - Shucked – Robert Horn - Some Like It Hot – Matthew López und Amber Ruffin | - Kimberly Akimbo – Jeanine Tesori (Musik) und David Lindsay-Abaire (Liedtexte) - Almost Famous – Tom Kitt (Musik und Liedtexte) und Cameron Crowe (Liedtexte) - KPOP – Helen Park und Max Vernon (Musik und Liedtexte) - Shucked – Brandy Clark und Shane McAnally (Musik und Liedtexte) - Some Like It Hot – Marc Shaiman (Musik und Liedtexte) und Scott Wittman (Liedtexte) |
| Bestes Bühnenbild Theaterstück | Bestes Bühnenbild Musical |
| - Andrzej Goulding und Tim Hatley – Life of Pi - Miriam Buether – Prima Facie - Rachel Hauck – Good Night, Oscar - Richard Hudson – Leopoldstadt - Dane Laffrey und Lucy Mackinnon – A Christmas Carol | - Beowulf Boritt – New York, New York - Mimi Lien – Sweeney Todd: The Demon Barber of Fleet Street - Michael Yeargan und 59 Productions – Camelot - Scott Pask – Shucked - Scott Pask – Some Like It Hot |
| Beste Kostüme Theaterstück | Beste Kostüme Musical |
| - Brigitte Reiffenstuel – Leopoldstadt - Nick Barnes, Finn Caldwell und Tim Hatley – Life of Pi - Dominique Fawn Hill – Fat Ham - Emilio Sosa – Ain’t No Mo’ - Emilio Sosa – Good Night, Oscar | - Gregg Barnes – Some Like It Hot - Sophia Choi und Clint Ramos – KPOP - Susan Hilferty – Parade - Jennifer Moeller – Camelot - Paloma Young – & Juliet - Donna Zakowska – New York, New York |
| Bestes Lichtdesign Theaterstück | Bestes Lichtdesign Musical |
| - Tim Lutkin – Life of Pi - Neil Austin – Leopoldstadt - Natasha Chivers – Prima Facie - Jon Clark – A Doll’s House - Bradley King – Fat Ham - Jen Schriever – Death of a Salesman - Ben Stanton – A Christmas Carol | - Natasha Katz – Sweeney Todd: The Demon Barber of Fleet Street - Ken Billington – New York, New York - Lap Chi Chu – Camelot - Heather Gilbert – Parade - Howard Hudson – & Juliet - Natasha Katz – Some Like It Hot |
| Bestes Sounddesign Theaterstück | Bestes Sounddesign Musical |
| - Carolyn Downing – Life of Pi - Jonathan Deans und Taylor Williams – Ain’t No Mo’ - Joshua D. Reid – A Christmas Carol - Ben Ringham und Max Ringham – A Doll’s House - Ben Ringham und Max Ringham – Prima Facie | - Nevin Steinberg – Sweeney Todd: The Demon Barber of Fleet Street - Kai Harada – New York, New York - Scott Lehrer und Alex Neumann – Into the Woods - Gareth Owen – & Juliet - John Shivers – Shucked |
| Beste Choreographie | Beste Orchestrierung |
| - Casey Nicholaw – Some Like It Hot - Steven Hoggett – Sweeney Todd: The Demon Barber of Fleet Street - Susan Stroman – New York, New York - Jennifer Weber – & Juliet - Jennifer Weber – KPOP | - Bryan Carter und Charlie Rosen – Some Like It Hot - John Clancy – Kimberly Akimbo - Sam Davis und Daryl Waters – New York, New York - Dominic Fallacaro und Bill Sherman – & Juliet - Jason Howland – Shucked |

‡ Der Preis wird dem/den Produzenten des Musicals oder Theaterstücks überreicht.

### Sonderpreise (ohne Wettbewerb)
| Kategorie                             | Preisträger                                                                  | Grund der Preisverleihung |
| Special Tony Award                    | Joel Grey                                                                    | Preis für das Lebenswerk  |
| Special Tony Award                    | John Kander                                                                  | Preis für das Lebenswerk  |
| Tony Honors for Excellence in Theatre | Jason Zembuch Young from South Plantation High School in Plantation, Florida |                           |
| Regional Theatre Tony Award           | Pasadena Playhouse                                                           |                           |
| Isabelle Stevenson Award              | Jerry Mitchell                                                               |                           |

## Statistik

### Nominierungen und Auszeichnungen pro Produktion
| Produktion                                     | Nominierungen | Auszeichnungen |
| ---------------------------------------------- | ------------- | -------------- |
| Some Like It Hot                               | 13            | 4              |
| & Juliet                                       | 9             |                |
| New York, New York                             | 9             |                |
| Shucked                                        | 9             |                |
| Kimberly Akimbo                                | 8             | 5              |
| Sweeney Todd: The Demon Barber of Fleet Street | 8             | 2              |
| Ain’t No Mo’                                   | 6             |                |
| A Doll’s House                                 | 6             |                |
| Into the Woods                                 | 6             |                |
| Leopoldstadt                                   | 6             | 4              |
| Parade                                         | 6             | 2              |
| Camelot                                        | 5             |                |
| Cost of Living                                 | 5             |                |
| Fat Ham                                        | 5             |                |
| Life of Pi                                     | 5             | 3              |
| Prima Facie                                    | 4             |                |
| A Christmas Carol                              | 3             |                |
| Good Night, Oscar                              | 3             |                |
| KPOP                                           | 3             |                |
| Topdog/Underdog                                | 3             |                |
| Between Riverside and Crazy                    | 2             |                |
| Death of a Salesman                            | 2             |                |
| The Piano Lesson                               | 2             |                |
| The Sign in Sidney Brustein’s Window           | 2             |                |